# Oreogrammitis monticola
Oreogrammitis monticola är en stensöteväxtart som först beskrevs av Sledge, och fick sitt nu gällande namn av Barbara S. Parris. Oreogrammitis monticola ingår i släktet Oreogrammitis och familjen Polypodiaceae. Inga underarter finns listade.